# Jan Pohan
Jan Pohan, geboren als Kurt Ferdinand Jüstl, (* 7. Dezember 1930 in Drahowitz, Tschechoslowakei; † 13. Februar 2015 in Prag) war ein tschechoslowakischer bzw. tschechischer Schauspieler.

## Leben
Jan Pohan wurde als Kurt Jüstl geboren. Seine Mutter war Anna Magdalena, geb. Persyová, eine Anglo-Tschechin, und sein Vater war der Deutsche August Jüstl. Das Paar hatte fünf Kinder. Im Jahr 1933 tötete August Jüstl seine Frau und anschließend sich selbst. Kurt kam daraufhin in ein Prager Waisenhaus. Im Alter von 5 Jahren wurde Kurt von František Pohan adoptiert und nahm den Namen Jan an.
Bereits während des Militärdienstes moderierte er Theateraufführungen. Von 1955 bis 1960 studierte er Schauspielkunst. Im Anschluss daran war er als Schauspieler für die Filmstudios Barrandov tätig. Aufgrund seiner Deutschkenntnisse trat er auch in mehreren DEFA- und bundesdeutschen Filmen auf.
Neben seiner Tätigkeit als Schauspieler synchronisierte Pohan zahlreiche Rollen ausländischer Filme ins Tschechische.

## Filmografie
- 1959: Der Haupttreffer (Hlavni vyhra)
- 1959: Die Wassernixe (Slecna od vody)
- 1960: Das Märchen vom Bären Ondrej (Medved a strasidla)
- 1960: Flugplatz gesperrt (Letiste neprijímá)
- 1960: Schnellzug nach Ostrava (Rychlík do Ostravy)
- 1960: Smyk – Dem Abgrund entgegen (Smyk)
- 1961: Die weiße Spange (Bílá spona)
- 1961: Frühlingsgewitter (Jarní povetrí)
- 1961: Haus ohne Sonne (Kde reky mají slunce)
- 1962: Auf geheimer Welle (Kohout plasí smrt)
- 1962: Reportage unter dem Strang geschrieben (Reportáz psaná na oprátce)
- 1963: Wir waren zehn (Bylo nás deset)
- 1963: Nackt unter Wölfen
- 1964: Angst (Strach)
- 1964: Das Geheimnis der chinesischen Nelke
- 1964: Die Goldsucher von Arkansas
- 1964: Limonaden-Joe (Limonádový Joe aneb Konská opera)
- 1964: Sprung ins Dunkel (Skok do tmy)
- 1965: …und wenn wir gemeinsam gehen (Hvezda zvaná Pelynek)
- 1965: Die buntscheckigen Engel (Strakatí andelé)
- 1966: Wer will Jessie umbringen? (Kdo chce zabít Jessii? )
- 1968: Streng geheime Premieren (Prísne tajné premiéry)
- 1968: Vernunftehen (Snatky z rozumu) (Fernsehserie)
- 1968: Die Nacht im Grenzwald
- 1969: Majestäten und Kavaliere (Slasti Otce vlasti)
- 1970: Der Mörder auf den Schienen (Na kolejích ceká vrah)
- 1970: Ich habe Einstein umgebracht (Zabil jsem Einsteina, panove)
- 1970: Pan Tau (Fernsehfilm)
- 1972: Der schwarze Wolf (Cerný vlk)
- 1972: Ich weiß, daß du der Mörder bist (Vim, ze jsi vrah)
- 1972: Pan Tau (Fernsehserie)
- 1973: Stülpner-Legende (Fernsehfilm)
- 1974: Das Schicksal heißt Kamila (Osud jménem Kamila)
- 1974: Das Schweigen des Dr. Evans (Molchaniye doktora Ivensa)
- 1974: Fernsehen in Bublice (Televize v Bublicích aneb Bublice v televizi)
- 1974: Welche Farbe hat die Liebe? (Jakou barvu má láska)
- 1975: Das Sonderkommando (Operation: Daybreak)
- 1975: Die Nacht der orangefarbenen Feuer (Noc oranzových ohnu)
- 1975: Katharina und ihre Töchter (Katerina a jeji deti)
- 1975: Tischler und Präsident
- 1975: Der Tag, der die Welt veränderte (Atentat u Sarajevu)
- 1975: Des Christoffel von Grimmelshausen abenteuerlicher Simplizissimus (Fernsehmehrteiler)
- 1976: Zeit der Liebe und der Hoffnung (Cas lásky a nadeje)
- 1976: Die kleine Meerjungfrau (Malá mořská víla)
- 1976–1980: Die Kriminalfälle des Majors Zeman (30 prípadu majora Zemana) (Fernsehserie)
- 1977: Die Befreiung Prags (Osvobození Prahy)
- 1978: Nächsten Sommer sehen wir uns wieder (Reknem si to prístí léto)
- 1978: Unter dem Dachsfelsen (Pod Jezevci skalou)
- 1979: Auf der Spur des Wilderers (Na pytlacke stezce)
- 1979: Das Geheimnis der stählernen Stadt (Tajemství Ocelového mesta)
- 1979: Todesdiagnose (Diagnóza smrti)
- 1980: Signum Laudis
- 1981: Meine Ferien mit Großvater (Za trnkovym kerem)
- 1982: Bezirksverwaltung der „K“ Prag (Malý pitaval z velkého města) (Fernsehserie)
- 1982: Unterwegs nach Atlantis (Fernsehserie)
- 1983: Herzliche Grüße vom Erdball (Srdecný pozdrav ze zemekoule)
- 1983: Vom Webstuhl zur Weltmacht (Fernsehfilm)
- 1984: Amadeus
- 1986: Gutes Licht (Dobré svetlo)
- 1987: Wer Angst hat, läuft davon (Kdo se boji, utika)
- 1988: Was ist das für ein Soldat (Copak je to za vojáka…)
- 1989: Geschlossener Kreis (Uzavreny Okruh)
- 1990: Rote Erde (Fernsehserie)
- 1991: Das Schicksal des Freiherrn von Leisenbohg (L'amour maudit de Leisenbohg)
- 1993: Kaspar Hauser